# 여주휴게소

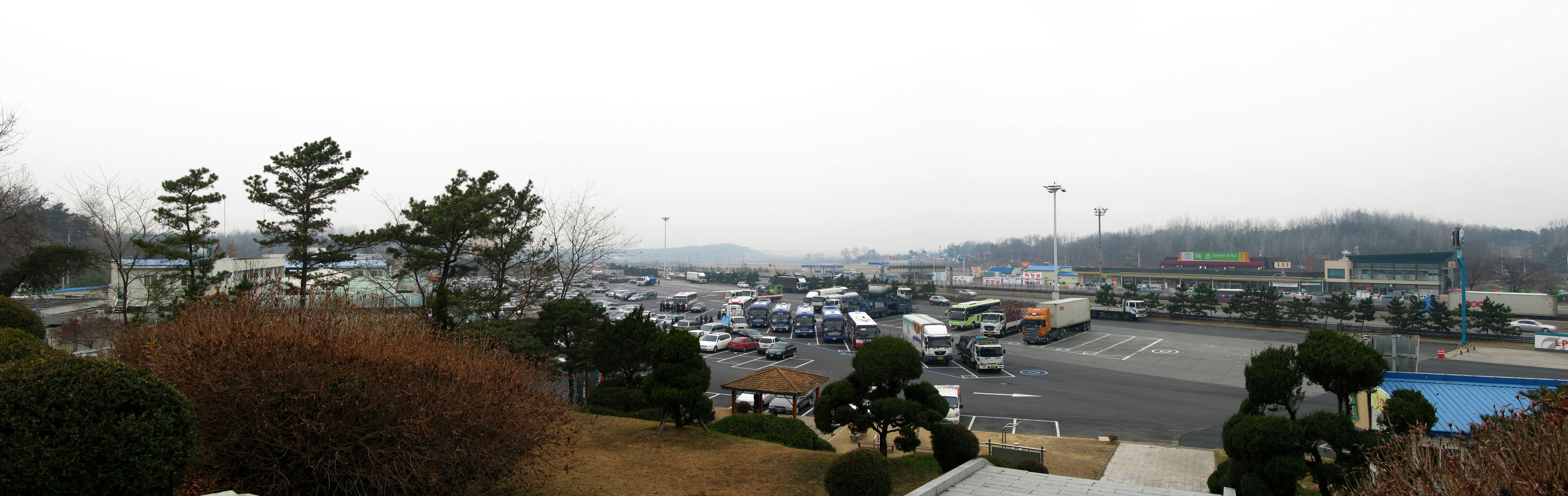
여주휴게소(인천방향)

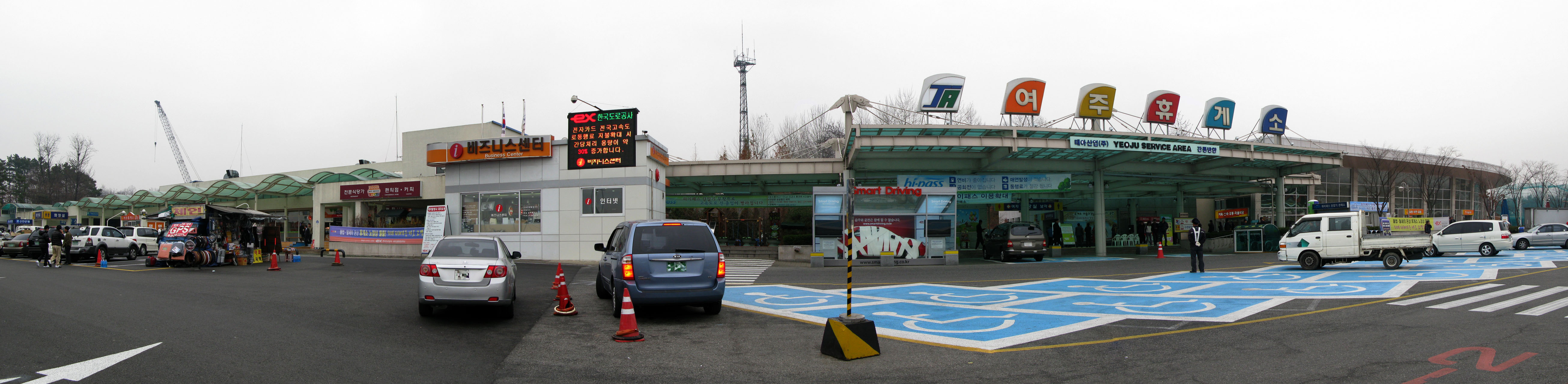
명칭 변경 전의 여주맛있는휴게소

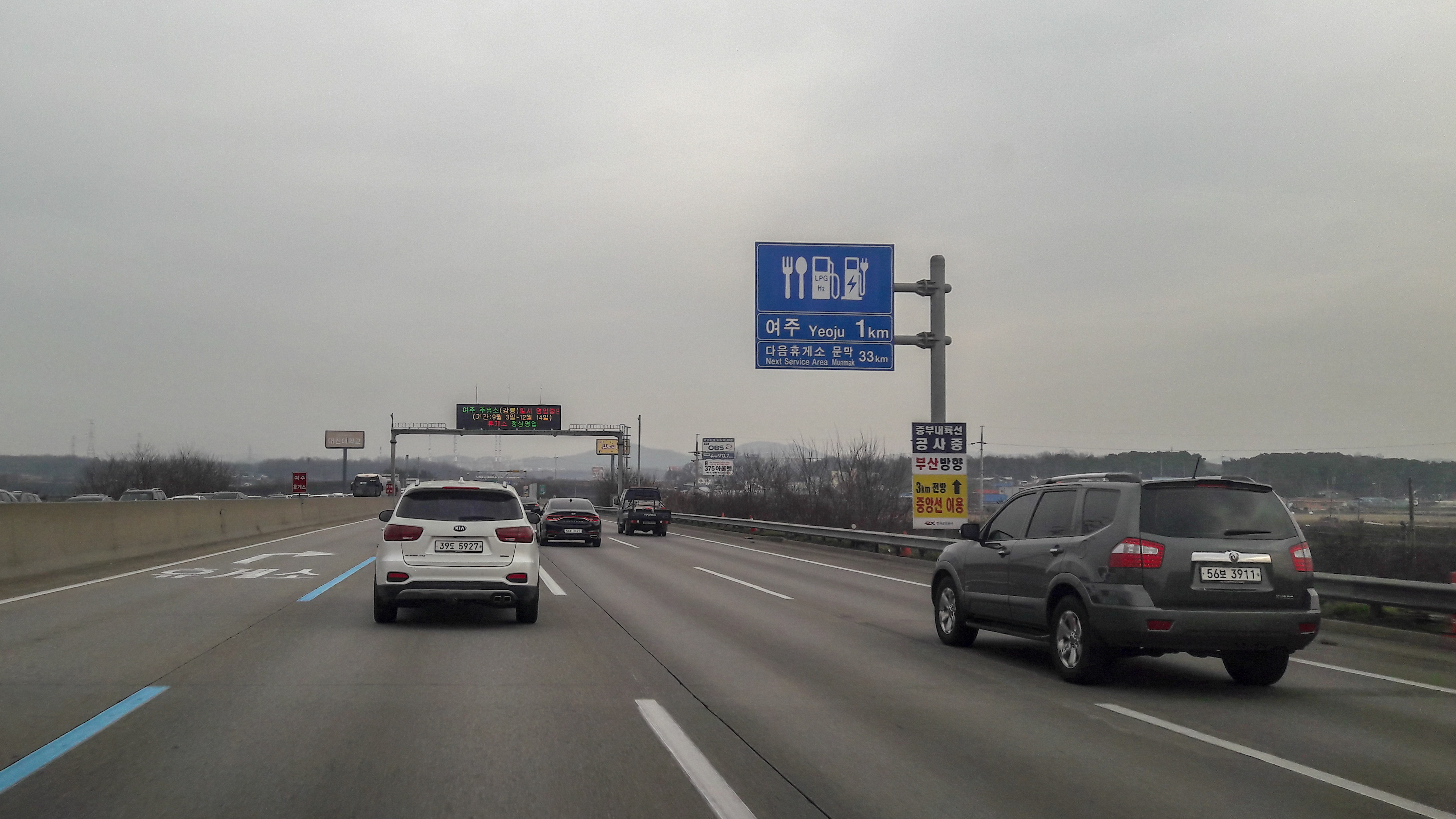
1km 표지판(강릉방향)

여주휴게소(驪州休憩所, Yeoju Service area)는 경기도 여주시 가남읍 본두리에 위치한 영동고속도로의 휴게소이다. 양방향 모두 휴게소가 존재하며, 주소는 인천방향의 경우 경기도 여주시 가남읍 화평길 116이고, 강릉방향의 경우 경기도 여주시 가남읍 여주남로 722이다. 중부내륙고속도로와 만나는 여주 분기점과 가까운 위치에 있다. 초기 명칭은 가남휴게소였으나, 이후 지금의 명칭으로 변경되었다. 이 중 강릉 방항 휴게소는 대한민국의 고속도로 휴게소 중에서 가장 인기가 많은 것 때문에 2011년에 여주맛있는휴게소로 명칭이 변경되었다. 다만, 지금도 대부분 지도나 영동고속도로 본선 상 표지판에는 여전히 여주휴게소로 표시하고 있다. 표시한국전쟁 그리스군 참전비와 도자기전시관이 있으며 여주시 농특산물판매장이 위치해 있다.
도자기전시관과 그리스군 참전비는 강릉방향의 휴게소에만 위치해 있으며 주유소는 양방향 모두 위치해 있다.

## 전후
인천 방향
- 이천 나들목 ← 여주휴게소 ← 여주 분기점
- 덕평자연휴게소 ← 여주휴게소 ← 문막휴게소

강릉 방향
- 이천 나들목 → 여주맛있는휴게소 → 여주 분기점
- 덕평자연휴게소 → 여주맛있는휴게소 → 문막휴게소

## 시설
- 주유소:알뜰주유소(양뱡향)
- LPG 충전소:E1,SK가스
- 매점
- 화장실
- 카페베네 (인천 방면)
- 버거킹 여주휴게소점
- 신한은행 (강릉 방면)
- 도자기 전시관 (강릉 방면)
- 한국전쟁 그리스군 참전비 (강릉 방면)
- 여주시 농특산물판매장 (강릉 방면)

## 유명한 음식
- 수제왕돈까스

## 나온 프로그램
- 런닝맨